# Falls On Me
Falls On Me е шестият студиен албум на нюйорската рок група Ерик Стюарт Бенд. Текстовете на песните са писани от вокалиста Ерик Стюарт.

## Песни
1. I Blame It On You 2:34
2. Fooling Myself 3:09
3. Trying To Get You Back 2:46
4. Falls On Me 3:54
5. The Worst Is Yet To Come 3:06
6. Heart Of Stone 3:16
7. Daybreak My Heart 3:30
8. Don't Ask Me How I Know 2:46
9. Lighthouse 3:29
10. I Need You 3:12
11. Catch Me If You Can 3:10
12. I Think I've Fallen In Love 3:03
13. Love Wrote This Song 2:38
14. The Ropes 3:53
15. This Lonely Day 2:31
16. The Brooklyn Side 3:06
17. I Ain't No Superman 3:28
18. Lollipop 2:33

## Членове
- Ерик Стюарт – Вокалист и Ритъм китара
- Кестър Уелш – Соло китара
- Гари Брюер – Бас китара
- Фил Никс – Барабани
- Джена Мализиа – Вокали